# Chaos and the Calm
Chaos and the Calm ist das Debütalbum des britischen Singer-Songwriters James Bay aus dem Jahr 2014.

## Entstehung und Veröffentlichung
Die Erstveröffentlichung von Chaos and the Calm erfolgte am 15. Dezember 2014 bei Republic Records. Das Album erschien in seiner Originalausführung als digitale Veröffentlichung zum Download und Streaming mit zwölf Titeln. Am 20. März 2015 erschien das Album erstmals als CD (Katalognummer: 472476-0) und LP-Ausführung (Katalognummer: 471849-7). Drei Tage später erschien eine digitale Deluxeversion mit vier Bonustiteln.
Geschrieben wurde alle Lieder von James Bay selbst, mit einer Ausnahme zusammen mit wechselnden Koautoren. Für die Produktion zeichnete Jacquire King verantwortlich.

## Titelliste
| Nummer | Titel                          | Autor                                      | Produzent     | Länge |
| ------ | ------------------------------ | ------------------------------------------ | ------------- | ----- |
| 1.     | Craving                        | - Iain Archer - James Bay                  | Jacquire King | 3:47  |
| 2.     | Hold Back the River            | - Iain Archer - James Bay                  | Jacquire King | 3:59  |
| 3.     | Let It Go                      | - James Bay - Paul Barry                   | Jacquire King | 4:21  |
| 4.     | If You Ever Want to Be in Love | - James Bay - Jimmy Hogarth - Steve McEwan | Jacquire King | 3:58  |
| 5.     | Best Fake Smile                | - Iain Archer - James Bay                  | Jacquire King | 3:26  |
| 6.     | When We Were on Fire           | - James Bay - Jon Green                    | Jacquire King | 3:59  |
| 7.     | Move Together                  | - James Bay - Jamie Hartman                | Jacquire King | 4:37  |
| 8.     | Scars                          | - James Bay                                | Jacquire King | 4:32  |
| 9.     | Collide                        | - James Bay - Kid Harpoon                  | Jacquire King | 3:24  |
| 10.    | Get out While You Can          | - Ed Harcourt - James Bay                  | Jacquire King | 4:43  |
| 11.    | Need the Sun to Break          | - James Bay - Joel Pott                    | Jacquire King | 3:46  |
| 12.    | Incomplete                     | - Chris Leonard - Jake Gosling - James Bay | Jacquire King | 3:41  |

| Nummer | Titel                                                   | Autor                                      | Produzent    | Länge |
| ------ | ------------------------------------------------------- | ------------------------------------------ | ------------ | ----- |
| 1.     | Move Together (The Dark of the Morning Version)         | - James Bay - Jamie Hartman                | Jon Green    | 4:45  |
| 2.     | Need the Sun to Break (The Dark of the Morning Version) | - James Bay - Joel Pott                    | Jon Green    | 3:37  |
| 3.     | When We Were on Fire (The Dark of the Morning Version)  | - James Bay - Jon Green                    | Jon Green    | 3:59  |
| 4.     | Stealing Cars                                           | - James Bay - Jon Green                    | Jon Green    | 3:43  |
| 5.     | Clocks Go Forward                                       | - James Bay - Martin Brammer               | Jon Green    | 4:10  |
| 6.     | Sparks                                                  | - James Bay - Paul Barry                   | James Bay    | 3:07  |
| 7.     | Wait in Line                                            | - James Bay - Kid Harpoon                  | James Bay    | 4:00  |
| 8.     | Running                                                 | - James Bay                                | James Bay    | 3:36  |
| 9.     | Hear Your Heart                                         | - Caitlyn Smith - James Bay - Steve Robson | Steve Robson | 3:02  |
| 10.    | Heavy Handed                                            | - Ed Harcourt - James Bay                  | James Bay    | 3:29  |

## Mitwirkende
- James Bay – Gesang, Gitarre, Klavier
- Eli Beaird – Bass
- Eric Darken – Schlagzeug
- Ian Fitchuk – Keyboard, Perkussion, Schlagzeug
- Jonathan Yudkin – Bratsche, Cello[3]

## Rezeption

### Rezensionen
| Quelle       | Bewertung |
| ------------ | --------- |
| Metacritic   | 58/100    |
| AllMusic     | 3,5/5     |
| Clash        | 7/10      |
| Diffuser.FM  | Positiv   |
| The Guardian | 2/5       |
| Pop Matters  | 6/10      |

### Preise und Nominierungen
Das Album wurde für einen Grammy Award als bestes „Rockalbum“, der Titel Hold Back the River als „bester Rocksong“ und Bay als „bester neuer Künstler“ nominiert.

### Nachwirkung
Titel wie Hold Back The River werden als Filmmusik benutzt, wie zum Beispiel im Film Den Sternen so nah.

## Kommerzieller Erfolg

### Chartplatzierungen
| ChartsChartplatzierungen       | Höchstplatzierung | Wochen |
| ------------------------------ | ----------------- | ------ |
| Deutschland (GfK)              | 3 (44 Wo.)        | 44     |
| Österreich (Ö3)                | 2 (11 Wo.)        | 11     |
| Schweiz (IFPI)                 | 1 (46 Wo.)        | 46     |
| Vereinigte Staaten (Billboard) | 15 (89 Wo.)       | 89     |
| Vereinigtes Königreich (OCC)   | 1 (99 Wo.)        | 99     |

| ChartsJahrescharts (2015)      | Platzierung |
| ------------------------------ | ----------- |
| Deutschland (GfK)              | 44          |
| Schweiz (IFPI)                 | 25          |
| Vereinigte Staaten (Billboard) | 167         |
| Vereinigtes Königreich (OCC)   | 8           |

| ChartsJahrescharts (2016)    | Platzierung |
| ---------------------------- | ----------- |
| Vereinigtes Königreich (OCC) | 19          |

### Auszeichnungen für Musikverkäufe
| Land/Region                  | Auszeichnungen für Musikverkäufe (Land/Region, Auszeichnung, Verkäufe) | Verkäufe  |
| ---------------------------- | ---------------------------------------------------------------------- | --------- |
| Australien (ARIA)            | Gold                                                                   | 35.000    |
| Dänemark (IFPI)              | 2× Platin                                                              | 40.000    |
| Deutschland (BVMI)           | Gold                                                                   | 100.000   |
| Italien (FIMI)               | Gold                                                                   | 25.000    |
| Kanada (MC)                  | 2× Platin                                                              | 160.000   |
| Mexiko (AMPROFON)            | Gold                                                                   | 30.000    |
| Neuseeland (RMNZ)            | 2× Platin                                                              | 30.000    |
| Norwegen (IFPI)              | Gold                                                                   | 15.000    |
| Österreich (IFPI)            | Gold                                                                   | 7.500     |
| Schweden (IFPI)              | Gold                                                                   | 20.000    |
| Schweiz (IFPI)               | Gold                                                                   | 10.000    |
| Singapur (RIAS)              | Gold                                                                   | 5.000     |
| Vereinigte Staaten (RIAA)    | Platin                                                                 | 1.000.000 |
| Vereinigtes Königreich (BPI) | 3× Platin                                                              | 900.000   |
| Insgesamt                    | 9× Gold · 10× Platin ·                                                 | 2.377.500 |

Hauptartikel: James Bay (Sänger)/Auszeichnungen für Musikverkäufe